# White Lies (Vize e Tokio Hotel)
White Lies è un singolo del duo musicale tedesco Vize e del gruppo musicale tedesco Tokio Hotel, pubblicato il 15 gennaio 2021.

## Video del testo
Il lyric video contiene varie ambientazioni sotto una sovrapposizione rosso/blu con i testi che appaiono sullo schermo.

## Video musicale
Il video musicale è stato reso disponibile il 4 febbraio 2021.

## Tracce
Testi e musiche di Mark Becker, Vitali Zestovskih, Bill Kaulitz, Claudio Marselli, Leonie Burger e Tom Kaulitz.
Download digitale – 1ª versione
1. White Lies – 3:03

Download digitale – 2ª versione
1. White Lies – 3:03
2. White Lies (Noøn Remix) – 3:06

## Formazione
- Tom Kaulitz – voce, produzione
- Mark Becker – produzione
- Vitali Zestovskih – produzione
- Johannes Bieniek – mastering, missaggio

## Classifiche

### Classifiche settimanali
| Classifica (2021-24) | Posizione massima |
| -------------------- | ----------------- |
| Austria              | 17                |
| Germania             | 13                |
| Kazakistan           | 81                |
| Russia               | 18                |
| Svizzera             | 28                |

### Classifiche di fine anno
| Classifica (2021) | Posizione |
| ----------------- | --------- |
| Austria           | 56        |
| Germania          | 50        |
| Russia            | 45        |
| Svizzera          | 78        |